# Imagen Ignacina
Imagen Ignacina es un programa de documentales y educación peruano, producido por LP Studio, que se centra en la diversidad social y cultural de diferentes actividades del colegio Ignacia Velazques y la ciudad de Moyobamba.
El programa es emitido por Vertical TV.

## Historia
La idea del programa surgió en 2012, estando Canal 15 a cargo de su dueño y fundador, cuando la Madre Flora Borda Puma realizó un programa de televisión al que bautizó como Imagen Ignacina en el que se mostraba diversas actividades del colegio a nivel local. El 12 de diciembre de  2012 se comenzó a idear la producción de emisión regional del programa educativo.
En 2012, Lenner Rojas reemplazó el material fílmico extranjero en uno de los dos programas mensuales y conformó el grupo de imagen institucional local que se entrenó durante largo tiempo para que cada uno de los integrantes del equipo estaba capacitado para cubrir las funciones de cualquiera de los otros. Debutaron con un trabajo de dos episodios.
Los documentales eran realizados con la participación de un representante en los distintos temas tratados. El programa tuvo picos de hasta 16 puntos de audiencia,[cita requerida] lo que le permitió mantenerse en el aire durante 10 años.
El programa fue perdiendo reconocimiento y audiencia ya que no salía al aire porque Lenner Rojas ,productor y fundador de DK Studio, había aceptado trabajo en una cadena de televisión de la ciudad de Lima, debido a eso, el grupo de Imagen Institucional decidió buscar el reemplazo que estuviera disponible para aceptar el cargo.
En marzo de 2013, se unió al grupo de editores Christiam Erick, formando así de Moyo Productora, la cual está encargada de editar y producir el programa hasta la actualidad. En junio de ese año, cambia su nombre a LP Studio, la cual cambió su nombre nuevamente a Erick Piña.